# Eleanor Dickey
Eleanor Dickey (* 9. April 1967 in New Haven) ist eine US-amerikanische klassische Philologin.

## Leben
Sie wurde am Bryn Mawr College ausgebildet und schloss 1989 mit einem Bachelor of Arts (AB) und einem Master of Arts (MA) ab. Anschließend zog sie nach England und studierte Classics am Balliol College in Oxford. 1991 schloss sie ihr Studium mit einem Master of Philosophy (MPhil) ab. Dickey erhielt ein Marshall-Stipendium. Anschließend forschte sie am Merton College in Oxford unter der Aufsicht von Anna Morpurgo Davies und schloss 1994 ihren Doktor der Philosophie (DPhil) ab. Ihre Doktorarbeit trug den Titel Greek forms of address. A linguistic analysis of selected prose authors.
Von 1995 bis 1999 war Dickey Assistenzprofessor für Classics an der Universität Ottawa. Anschließend wechselte sie an die Columbia University. Von 1999 bis 2005 war sie Assistenzprofessorin und von 2005 bis 2007 außerordentliche Professorin. Sie war Gastwissenschaftlerin am Institute for Advanced Study für das Studienjahr 1998/1999 und am Center for Hellenic Studies für das Studienjahr 2002/2003.
Nach ihrer Rückkehr nach England war sie zwischen 2007 und 2013 außerordentliche Professorin für Classics an der University of Exeter. 2013 wurde sie zur Professorin für Classics an der University of Reading ernannt. 2012 erhielt sie von der British Academy ein kleines Forschungsstipendium des Marc Fitch Fund. Von 2013 bis 2015 hatte sie ein Leverhulme Research Fellowship inne.
2014 wurde Dickey zum Fellow der British Academy (FBA) gewählt. Ebenfalls 2014 wurde sie als Mitglied der Academia Europaea gewählt.

## Schriften
- Greek forms of address. From Herodotus to Lucian. Clarendon, Oxford 1996, ISBN 0-19-815054-7.
- Latin forms of address. From Plautus to Apuleius. Oxford University Press, Oxford 2002, ISBN 0-19-924287-9.
- Ancient Greek scholarship. A guide to finding, reading, and understanding scholia, commentaries, lexica, and grammatical treatises, from their beginnings to the Byzantine period (= Classical resources series. Nummer 7). Oxford University Press, Oxford 2007, ISBN 978-0-19-531292-8.
- The colloquia of the hermeneumata pseudodositheana. Band 1: Colloquia Monacensia-Einsiedlensia, Leidense-Stephani, and Stephani. Edited with introduction, translation, and commentary (= Cambridge classical texts and commentaries. Band 49). Cambridge University Press, Cambridge 2012, ISBN 978-1-107-02010-8.
- The colloquia of the hermeneumata pseudodositheana. Band 2: Colloquium Harleianum, Colloquium Montepessulanum, Colloquium Celtis, and fragments. Edited with translation and commentary (= Cambridge classical texts and commentaries. Band 53). Cambridge University Press, Cambridge 2015, ISBN 978-1-107-06539-0.
- An Introduction to the Composition and Analysis of Greek Prose. Cambridge University Press, Cambridge 2016, ISBN 978-0-521-76142-0.
- Learning Latin the ancient way. Latin textbooks from the ancient world. Cambridge University Press, Cambridge 2016, ISBN 978-1-107-47457-4.
  - Deutsche Übersetzung: Latein lernen wie in der Antike. Latein-Lehrbücher aus der Antike. Schwabe, Basel 2022, ISBN 978-3-7965-4088-2.
- Stories of daily life from the Roman world. Extracts from the ancient Colloquia. Cambridge University Press, Cambridge 2017, ISBN 978-1-107-17680-5.
- Learn Latin from the Romans. A complete introductory course using textbooks from the Roman Empire. Cambridge University Press, Cambridge 2018, ISBN 978-1-107-14084-4.
- Latin loanwords in ancient Greek. A lexicon and analysis. Cambridge University Press, Cambridge 2023, ISBN 978-1-108-84100-9. – Rezensionen in Bryn Mawr Classical Review von: Clifford Ando und Anthony Kaldellis 2024.05.15; Éric Dieu 2024.05.23; Leofranc Holford-Strevens 2024.05.33; Bruno Rochette, 2024.06.02

## Einzelnachweis
1. ↑  Eintrag auf der Internetseite der Academia Europaea

| Personendaten    | Personendaten                  |
| ---------------- | ------------------------------ |
| NAME             | Dickey, Eleanor                |
| KURZBESCHREIBUNG | US-amerikanische Altphilologin |
| GEBURTSDATUM     | 9. April 1967                  |
| GEBURTSORT       | New Haven                      |